# Phoenix (альбом Grand Funk Railroad)
Phoenix — шестой студийный альбом американской группы Grand Funk Railroad, выпущенный в сентябре 1972 года на лейбле Capitol Records.
Для записи альбомы были привлечены два сессионных музыканта — органист Крейг Фрост и скрипач Дуг Кершоу.
Диск занял 7-е место в американском чарте Billboard 200.
Композиция «Rock & Roll Soul» была выпущена в качестве сингла и поднялась до 29 позиции в чарте в 1972 году.

## Список композиций
Автор всех песен — Марк Фарнер
1. «Flight of the Phoenix» — 3:38
2. «Trying to Get Away» — 4:11
3. «Someone» — 4:04
4. «She Got to Move Me» — 4:48
5. «Rain Keeps Fallin'» — 3:25
6. «I Just Gotta Know» — 3:52
7. «So You Won’t Have to Die» — 3:21
8. «Freedom Is for Children» — 6:06
9. «Gotta Find Me a Better Day» — 4:07
10. «Rock & Roll Soul» — 3:40

Бонус-трек на переиздании 2002 года
1. «Flight of the Phoenix (Remix с удлинённой концовкой)» — 5:22

## Участники записи
- Марк Фарнер — гитара, гармоника, клавишные, вокал
- Мел Шачер — бас
- Дон Брюер — барабаны, конга, перкуссия, вокал
- Крейг Фрост — электроорган, клавинет, клавесин, пианино
- Дуг Кершоу — электроскрипка[2]